# Tržič (Slovenija)
Tržič  je grad i sjedište istoimene općine u sjevernoj Sloveniji u blizini granice s Austrijom. Grad pripada pokrajini Gorenjskoj i statističkoj regiji Gorenjskoj.

## Stanovištvo
Prema popisu stanovništva iz 2002. godine Tržič je imao 3920 stanovnika.

## Vanjske poveznice
- Službena stranica općine
- Satelitska snimka grada  Arhivirana inačica izvorne stranice od 29. srpnja 2017. (Wayback Machine)